# Leskovac (gmina Knić)
Leskovac (cyr. Лесковац) – wieś w Serbii, w okręgu szumadijskim, w gminie Knić. W 2011 roku liczyła 255 mieszkańców.